# Стокбридж (Джорджия)
Стокбридж (англ. Stockbridge) — город в округе Генри в штате Джорджия США. По данным переписи 2020 года, численность населения составляла 28 973 человека.

## Население
| 2010   | 2020    |
| ------ | ------- |
| 25 636 | ↗28 973 |